# ويليام جي. كيسي
ويليام جي. كيسي هو سياسي أمريكي، ولد في 27 يونيو 1905، وتوفي في 15 أكتوبر 1992. انتخب عضو مجلس نواب ماساتشوستس ‏.